# Vernis Martin

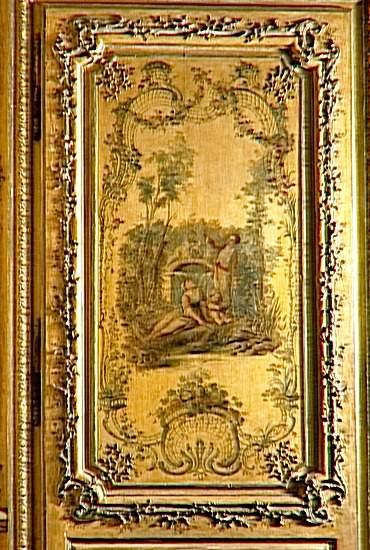
Boiseries en vernis Martin datant des années 1750, dans les cabinets intérieurs de la Reine au château de Versailles.

En 1728, les frères Martin de Paris mettent au point une imitation de laque à base de copal, le vernis Martin, destiné à concurrencer les laques de Chine et du Japon. 

## Description
Ce vernis, moins coûteux pour le décor de mobilier que l'application de panneaux de laques, servit aussi à harmoniser des meubles avec un galbe important, les panneaux de laque ne supportant pas d'être trop arrondis. Le vernis Martin créait le raccord entre ces panneaux afin que le meuble soit visuellement homogène.
Il eut toutefois son existence propre en reproduisant et interprétant des œuvres de peintres de l'époque appliquées sur les meubles en guise de décor. Le vernis Martin fut également utilisé au XIXe siècle sur le mobilier de style. Son gros défaut est d'être fragile à l'eau.
À la fin du XIXe siècle, les éventaillistes, de façon très opportuniste, ont donné l'appellation « vernis Martin » aux éventails de type brisé (l'ensemble des brins relié par un ruban de soie ou de peau). Ces éventails sont des pastiches du XVIIIe siècle. En aucune façon le vernis des frères Martin n'a été utilisé sur les éventails au XVIIIe siècle.

## Œuvres
- Mathieu Criaerd (1689-1776, Maître en 1738) reçoit la commande en 1742 du Marchand Hébert pour Madame de Mailly, d'une commode, une encoignure et une table à écrire en bleu et blanc. Il ne reste que la commode et le bas de l'encoignure (Louvre).

## Exposition
- 2014 : "Les secrets de la laque française. Le vernis Martin", Paris, Musée des arts décoratifs, 13 février-8 juin